# AN/PVS-14
AN/PVS-14 (англ. Army/Navy Portable Visual Search) — портативный монокулярный прибор ночного видения разработки американской компании ITT, созданный для армии США в рамках оборонной программы Land Warrior. В правоохранительных органах США прибор используется под обозначением Night Enforcer NEPVS-14. Производится начиная с 2000 года компаниями ITT и Litton Industries, Inc.

## Конструкция
Конструкция прибора построена на ЭОП третьего поколения. Имеется возможность использовать прибор закреплённым на боевом шлеме стандартов PASGT, Modular Integrated Communications Helmet или Lightweight Helmet. Для действий в условиях замкнутого пространства предусмотрены встроенные средства активной подсветки в виде ИК-диода.

## Тактико-технические характеристики

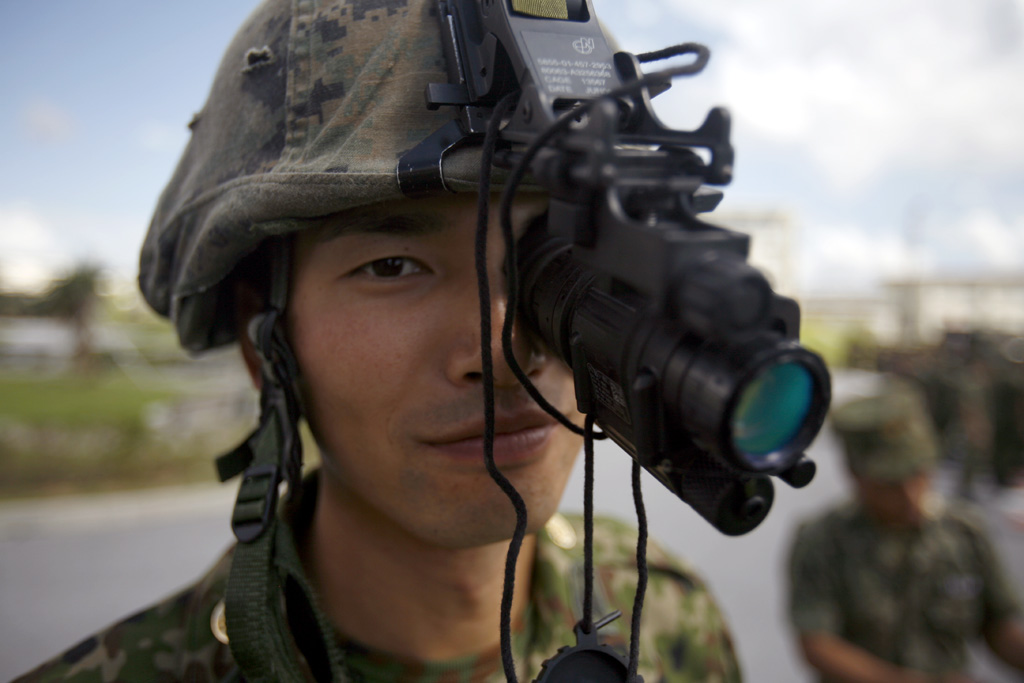
Японский офицер с прибором ночного видения PVS-14

Масса, кг — 0,355-0,392
Разрешение, линий на мм — более 64
Режим работы — пассивный
Угол обзора, град. — 40
Диоптрийная коррекция окуляра, +/-D — +2/-6
Дальность обнаружения при звёздном свете, м — 350
Дальность распознавания при звёздном свете, м — 300
Кратность увеличения — 1×
Тип питания — 1 элемент AA
Продолжительность работы на одном комплекте элементов питания при комнатной температуре, часов — 50
Температурный диапазон применения, град — −50 °C / +49 °C
Температурный диапазон хранения, град — −50 °C / +85 °C